# Kathedraalkoor Brugge
Het Kathedraalkoor Brugge is het koor van de Brugse Sint-Salvatorskathedraal dat op hoogdagen de pontificale Missen opluistert.  Het kathedraalkoor verzorgt ook de uitvoeringen van het Officium, dat vijf maal per jaar in de kathedraal doorgaat.
Het Brugse Kathedraalkoor werd in oktober 1996 opgericht door kapelmeester Ignace Thevelein.
Het koor zingt Nederlandse en gregoriaanse liederen en voert verder werk op van Vlaamse polyfonsiten, Engelse kathedraalmuziek en hedendaagse meerstemmige liturgische muziek.